# Via della Sapienza
Via della Sapienza è una strada di Siena, nel Terzo di Camollia.

## Storia e descrizione
La strada deve il suo nome alla "Casa di Sapienza" dell'Università degli Studi di Siena, che qui ebbe sede dal XIX secolo. In tale complesso, sorto forse a metà del Duecento come ospedale, sorge oggi la Biblioteca comunale degli Intronati, fondata nel 1759 grazie alla donazione dell'arcidiacono Sallustio Bandini: conta la bellezza di 500.000 volumi tra cui importanti raccolte di incunaboli e manoscritti.
Le architetture sacre della strada sono la chiesa di San Pellegrino alla Sapienza e un fianco della basilica di San Domenico.